# Nagy-Gerlachfalvi-torony
A Nagy-Gerlachfalvi-torony Másodrendű kiemelkedés a Hátsó-Gerlachfalvi-csúcs É. gerincén, a Felső-Gerlachfalvi-csorba és a Középső-Gerlachfalvi-csorba között.
Első megmászók: Horváth G. - id. Hunsdorfer J. vezetővel, 1905. VIII. 5.
A mai magyar elnevezést Grósz Alfréd javaslatára Komarnicki Gyula vezette be a régi Nagy-Litvor-torony név helyett. A litvor tájjellegű szó, amellyel az orvosi angyalgyökér (Archangelica officinalis) gyógynövényt nevezik. A növényből egy titokzatos "kilenc betegség" elleni gyógyszert készítettek. A lengyel elnevezés a Bibircs régi nevéből indul ki.